# Caetano de Lemos Telo de Meneses
Caetano de Lemos Telo de Meneses (* 6. August 1739 in Naroá, Goa; † 20. November 1795 in Mosambik) war zwischen 1776 und 1779 der zweite portugiesische Gouverneur von Portugiesisch-Timor, der in Dili residierte.

## Dienst in Portugiesisch-Timor
Meneses wird vorgeworfen, er habe durch geradezu krimineller Nachlässigkeit einen Brand verursacht, der das Archiv in Dili zerstörte, weswegen heute relativ wenige Aufzeichnungen von der portugiesischen Kolonialgeschichte auf Timor vor dieser Zeit existieren. Außerdem enteignete er zwei Timoresen und einen Portugiesen, die gegen ihn aufbegehrt hatten. Die übergeordnete Kolonialregierung in Goa sah diese Strafmaßnahme als Willkür an. Am 25. April 1778 wurde die Verbannung Meneses’ nach Mosambik angeordnet. Er wurde daraufhin am 15. Juni durch Laurenço de Brito Correira (1779 bis 1782) als Gouverneur abgelöst. Meneses starb 1795 in Mosambik. Möglicherweise war er auch mit der Kirche in Konflikt geraten, denn bereits 1777 hatte sich der Bischof von Macau in einem Schreiben über das skandalöse Benehmen des Gouverneurs beschwert.

## Familie
Meneses war ein Edelmann aus dem Königshaus (Fidalgo da Casa Real). Vater von Meneses war Bernardo Aleixo de Lemos, seine Mutter Maria Ana da Silva Telo de Menezes. Verheiratet war Meneses mit Penha da França und Ana Maria Alves da Costa. Ihr Sohn hieß Bernardo António de Lemos Telo de Menezes.
Bernardo Aleixo de Lemos e Faria, der Halbbruder von Meneses, war von 1783 bis 1788 Gouverneur von Macau.

## Belege
- History of Timor – Technische Universität Lissabon (PDF-Datei; 805 kB)